# Danh sách 100 phim lãng mạn của Viện phim Mỹ
Danh sách 100 phim lãng mạn của Viện phim Mỹ (tiếng Anh: AFI's 100 Years... 100 Passions) là một trong các danh sách được Viện phim Mỹ (American Film Institute, viết tắt là AFI) lập ra nhân dịp kỉ niệm 100 năm ngày ra đời của nghệ thuật điện ảnh. Danh sách này bao gồm 100 bộ phim lãng mạn được coi là hay nhất của điện ảnh Mỹ, nó được công bố ngày 11 tháng 6 năm 2002.
Hai ngôi sao đóng vai chính trong nhiều bộ phim nhất được xếp vào danh sách là Katharine Hepburn và Cary Grant với 6 bộ phim, tiếp theo là một huyền thoại màn bạc khác, nữ diễn viên Audrey Hepburn với 5 bộ phim. Hai đạo diễn có nhiều phim trong danh sách nhất là William Wyler và George Cukor (4 phim).

## Danh sách
1. Casablanca (1942)
2. Cuốn theo chiều gió (Gone with the Wind, 1939)
3. Câu chuyện phía Tây (West Side Story, 1961)
4. Roman Holiday (1953)
5. An Affair to Remember (1957)
6. The Way We Were (1973)
7. Bác sĩ Zhivago (Doctor Zhivago, 1965)
8. It's a Wonderful Life (1946)
9. Love Story (1970)
10. City Lights (1931)
11. Annie Hall (1977)
12. My Fair Lady (1964)
13. Out of Africa (1985)
14. The African Queen (1951)
15. Đồi gió hú (Wuthering Heights, 1939)
16. Singin' in the Rain (1952)
17. Moonstruck (1987)
18. Vertigo (1958)
19. Oan hồn (Ghost, 1990)
20. From Here to Eternity (1953)
21. Người đàn bà đẹp (Pretty Woman, 1990)
22. On Golden Pond (1981)
23. Now, Voyager (1942)
24. King Kong (1933)
25. When Harry Met Sally... (1989)
26. The Lady Eve (1941)
27. The Sound of Music (1965)
28. The Shop Around the Corner (1940)
29. An Officer and a Gentleman (1982)
30. Swing Time (1936)
31. The King and I (1956)
32. Dark Victory (1939)
33. Camille (1936)
34. Người đẹp và quái vật (Beauty and the Beast, 1991)
35. Gigi (1958)
36. Random Harvest (1942)
37. Titanic (1997)
38. It Happened One Night (1934)
39. An American in Paris (1951)
40. Ninotchka (1939)
41. Funny Girl (1968)
42. Anna Karenina (1935)
43. A Star Is Born (1954)
44. The Philadelphia Story (1940)
45. Sleepless in Seattle (1993)
46. To Catch a Thief (1955)
47. Splendor in the Grass (1961)
48. Last Tango in Paris (1972)
49. The Postman Always Rings Twice (1946)
50. Shakespeare đang yêu (Shakespeare in Love, 1998)
51. Bringing Up Baby (1938)
52. The Graduate (1967)
53. A Place in the Sun (1951)
54. Sabrina (1954)
55. Reds (1981)
56. Bệnh nhân người Anh (The English Patient, 1996)
57. Two for the Road (1967)
58. Guess Who's Coming to Dinner (1967)
59. Picnic (1955)
60. To Have and Have Not (1944)
61. Breakfast at Tiffany's (1961)
62. The Apartment (1960)
63. Sunrise (1927)
64. Marty (1955)
65. Bonnie and Clyde (1967)
66. Manhattan (1979)
67. Chuyến tàu mang tên dục vọng (A Streetcar Named Desire, 1951)
68. What's Up, Doc? (1972)
69. Harold and Maude (1971)
70. Lý trí và tình cảm (Sense and Sensibility, 1995)
71. Way Down East (1920)
72. Roxanne (1987)
73. The Ghost and Mrs. Muir (1947)
74. Woman of the Year (1942)
75. The American President (1995)
76. The Quiet Man (1952)
77. The Awful Truth (1937)
78. Coming Home (1978)
79. Jezebel (1938)
80. The Sheik (1921)
81. The Goodbye Girl (1977)
82. Witness (1985)
83. Morocco (1930)
84. Double Indemnity (1944)
85. Love Is a Many-Splendored Thing (1955)
86. Notorious (1946)
87. The Unbearable Lightness of Being (1988)
88. The Princess Bride (1987)
89. Who's Afraid of Virginia Woolf? (1966)
90. Những cây cầu quận Madison (The Bridges of Madison County, 1995)
91. Working Girl (1988)
92. Porgy and Bess (1959)
93. Dirty Dancing (1987)
94. Body Heat (1981)
95. Lady and the Tramp (1955)
96. Barefoot in the Park (1967)
97. Grease (1978)
98. Thằng gù nhà thờ Đức Bà (The Hunchback of Notre Dame, 1939)
99. Pillow Talk (1959)
100. Jerry Maguire (1996)